# Olga Romanowska
Olga Serhijiwna Romanowska (ukr. Ольга Сергіївна Романовська, ur. 22 stycznia 1986, w Mikołajowie, ZSRR) – ukraińska piosenkarka, prezenterka telewizyjna i modelka.

## Życiorys
Ukończyła studia w filii Narodowego Uniwersytetu Kultury i Sztuki w Mikołajowie. W okresie studiów rozpoczęła karierę modelki jako Olga Korjahina, biorąc udział w kilku sesjach fotograficznych. W 2001 zwyciężyła w wyborach Miss Morza Czarnego (Міс Причорноморя). W 2006 wygrała casting i zaczęła występy w kobiecej grupie wokalnej Nu Virgos. W kwietniu 2006 rozpoczęła występy jako nowa solistka zespołu.  W tym samym roku wzięła udział w realizacji anglojęzycznego albumu grupy L.M.L..
W marcu 2007 zapowiedziała, że spodziewa się dziecka i zamierza zakończyć współpracę z zespołem. Po raz ostatni wystąpiła w kwietniu 2007. W 2007 wyszła za mąż za biznesmena Andrija Romanowskiego i przyjęła jego nazwisko, we wrześniu tego samego roku urodził się jej syn, Max. Jako Olga Romanowska zdecydowała się na rozpoczęcie kariery solowej. W 2010 zaprojektowała własną kolekcję ubrań Romanowska. W 2016 prowadziła program Rewizorro, emitowanym przez kanał telewizyjny Piatnica.

## Dyskografia
- 2006: L.M.L. (wspólnie z Nu Virgos)
- 2007: Колыбельная
- 2013: Тайная любовь
- 2013: Достучаться до неба
- 2015: Держи меня крепче
- 2016: Мало Малины
- 2017: Папайя